# Roast
Als Roast (englisch: Rösten) bezeichnet man eine Veranstaltung, in der ein Ehrengast von Kollegen und Bekannten mit teils sehr derben und spöttischen Witzen über seine Person, peinlichen Anekdoten aus seinem Leben oder beleidigenden Schimpfworten „geehrt“ wird. Teils enthalten die Reden auch ehrlich gemeintes Lob. Der  Roastee soll dabei die verbalen Attacken ungerührt ertragen und darf nie die Fassung verlieren. Der Gastgeber einer solchen Veranstaltung (oder Sendung) wird als Roastmaster bezeichnet.

## Geschichte
Das Prinzip des humorvollen öffentlichen „Roastings“ einer Persönlichkeit hat vor allem in den Vereinigten Staaten eine langjährige Tradition. Populär wurde das Konzept Mitte der 1970er Jahre durch die Fernsehsendung The Dean Martin Show. 1973 verschlechterten sich die Quoten der von Dean Martin moderierten Sendung und als Gegenmaßnahme wurde der sogenannte Man of the Week Celebrity Roast eingeführt. Sie erfreuten sich beim Publikum schnell großer Beliebtheit und so wurde nach der Einstellung der Show mit The Dean Martin Celebrity Roast ein eigenständiges Format entwickelt, in dem sich Martin ausschließlich dem Roasting widmete. Die erste Sendung, in der Bob Hope „geröstet“ wurde, erreichte gute Quoten und so wurden in unregelmäßigen Abständen bis 1984 weitere Roasts produziert. Zu den damit „geehrten“ Prominenten zählten unter anderem Telly Savalas, Lucille Ball, Jackie Gleason, Sammy Davis, Jr., Michael Landon, Evel Knievel, Valerie Harper, Muhammad Ali, Dean Martin, Frank Sinatra, Jack Klugman, Joan Collins und Mr. T.
Ende 1988 wurde Margaret Thatcher von der scheidenden Reagan-Administration mit einem Roast geehrt.
Ab 1998 produzierte und übertrug der Fernsehsender Comedy Central die jährlichen Roasts des New York Friars Club, bei denen sich Drew Carey, Jerry Stiller, Rob Reiner, Hugh Hefner und Chevy Chase als Roastees zur Verfügung stellten. Ab 2003 produzierte der Sender mit Comedy Central Roast ein eigenständiges Format. Gast der ersten Show war Denis Leary; später folgten Jeff Foxworthy, Pamela Anderson, William Shatner, Flavor Flav, Bob Saget, Larry the Cable Guy, Joan Rivers, David Hasselhoff, Donald Trump, Charlie Sheen, Roseanne Barr, James Franco, Justin Bieber, Alec Baldwin und Rob Lowe.
Außerhalb der Vereinigten Staaten gab es vor allem im Vereinigten Königreich einige Versuche, ein eigenständiges Roast-Format zu etablieren. So startete Channel 4 im Jahr 2010 das Format A Comedy Roast. In der Schweiz gab es zumindest 2020 (SRF Comedy Roast) sowie 2021 und 2022 (Deville Late Night) einen Roast.

## Restriktionen
Typischerweise gibt es bei einem Roast keinerlei Restriktionen hinsichtlich der Themen für Witze, seien sie auch noch so peinlich für den Roastee. Gelegentlich sprechen die Prominenten mit den anderen Gästen der Show eventuelle Tabus im Vorfeld ab oder lassen diese nach der Aufzeichnung aus der Sendung schneiden. So untersagte Pamela Anderson Witze über ihre Hepatitis-C-Infektion und William Shatner verbat sich Aussagen zum Ertrinkungstod seiner Ehefrau Nerine Kidd. Charlie Sheen, der vor der Aufzeichnung keine Restriktionen vorgegeben hatte, ließ danach einen Witz über seine Mutter entfernen.